# متعضيات تراكم الفوسفات المتعدد

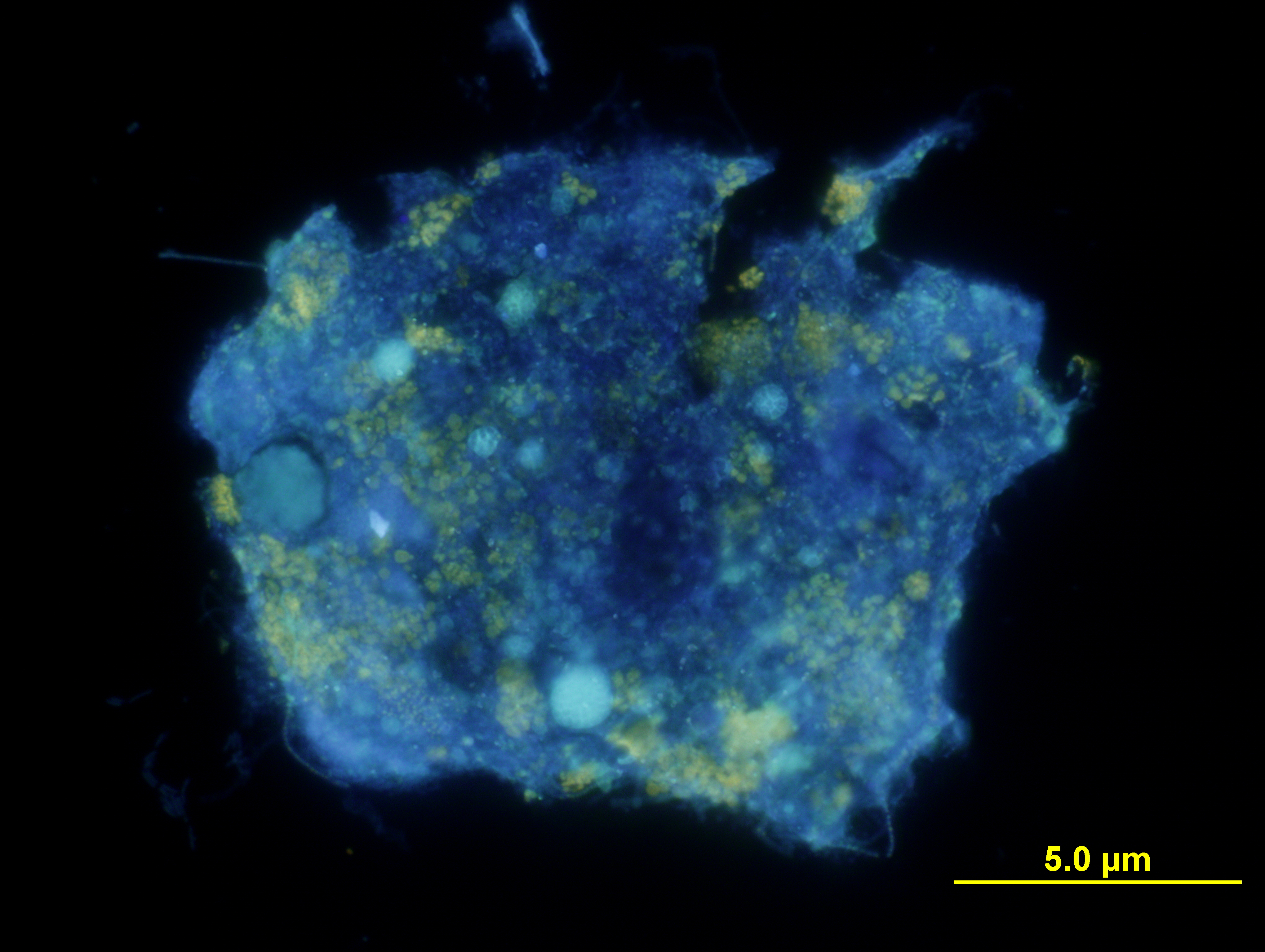

متعضيات تراكم الفوسفات المتعدد (Polyphosphate-accumulating organisms) (PAOs) هي عبارة عن مجموعة من البكتيريا التي تقوم في ظل ظروف معينة بتسهيل نزع كميات كبيرة من الفوسفور من مياه الصرف الصحي خلال عملية يُطلق عليها مزيل الفوسفور الحيوي المُحسّن (enhanced biological phosphorus removal) (EBPR). وتقوم متعضيات تراكم الفوسفات المتعدد بتنفيذ عملية نزع الفوسفات عن طريق تجميعه داخل خلاياها على هيئة فوسفات متعدد.
وتُعد متعضيات تراكم الفوسفات المتعدد البكتيريا الوحيدة على الإطلاق التي يمكنها تجميع الفوسفات المتعدد داخل خلاياها، حيث إن القدرة على إنتاج الفوسفات المتعدد منتشرة في الواقع بين البكتيريا. ومع ذلك تتمتع متعضيات تراكم الفوسفات المتعدد بالعديد من الصفات التي لا تمتلكها الكائنات الحية الأخرى التي تقوم بتجميع الفوسفات المتعدد، مما يجعل تلك المتعضيات عُرضة للاستخدام في معالجة مياه الصرف. فمن خلال هذه الطريقة تحديدًا تتوفر القدرة على استنفاد مركبات الكربون البسيطة (مصدر الطاقة) دون حاجة لوجود مستقبل إلكترون خارجي (مثل النّترات أو الأكسجين) من خلال توليد الطاقة من الفوسفات المتعدد والغليكُوجين (glycogen) المخُزّنين داخليًا. أما معظم البكتيريا الأخرى فلا يُمكنها استنفاد المركبات في ظل هذه الظروف ومن ثم تتمتع متعضيات تراكم الفوسفات المتعدد بميزة انتقائية في البيئة الميكروبية المختلطة الموجودة في الرواسب الطينية المُنَشّطة. لذا نجد أن محطات معالجة مياه الصرف المتخصصة في مزيل الفوسفور الحيوي المُحسّن يوجد بها صهريج لاهوائي (نظرًا لعدم وجود نترات أو أكسجين للعمل كمستقبل إلكترون خارجي) يسبق الصهاريج الأخرى حتى يُتيح لمتعضيات تراكم الفوسفات المتعدد الوصول المُفضّل لمركبات الكربون البسيطة في مياه الصرف المتدفقة في المحطة.
وقد تم التعرف على متعضّية تراكم الفوسفات المتعدد المتعلقة بالبكتيريا البروتينية بيتا (Betaproteobacteria) وتسميتها ببكتيريا تراكم الفوسفات البيضاء (Candidatus Accumulibacter Phosphatis). وقد أظهرت هذه البكتيريا البيضاء قدرتها على نزع الفوسفور من محطات إزالة الفوسفور الحيوي المُحسّن في أستراليا وأوروبا والولايات المتحدة الأمريكية. حيث يمكنها استنفاد سلسلة من مركبات الكربون، مثل الأسيتات (acetate ) والبروبيونات (propionate)، في البيئات اللاهوائية وتخزين هذه المركبات في صورة أملاح ألكانوهيدروكسي المتعددة (polyhydroxyalkanoates) (PHA) التي تقوم باستنفادها في صورة كربون ومصدر للطاقة لكي تنمو باستخدام الأكسجين أو النترات كمستقبل إلكترون.
وقد تم اكتشاف متعضّية أخرى لتراكم الفوسفات المتعدد متعلقة بالبكتيريا شبيهة الفطر (Actinobacteria) في محطات معالجة مياه الصرف. وتقتصر هذه البكتيريا على ما يبدو على الأحماض الأمينية مثل الكربون كمصدر للحصول على الطاقة. إلا أن مركب التخزين الذي تستخدمه تلك البكتيريا لتخزين الأحماض الأمينية التي تشتهر بها هذه الكائنات الحية في البيئات اللاهوائية لم يتم تحديده. وقد تمت ملاحظة هذه البكتيريا في بعض محطات إزالة الفوسفور الحيوي المُحسّن في الدانمرك (مكان اكتشافها) بيد أن انتشارها على نطاق أوسع لا يزال غير معروف.